# بينكني (نيويورك)
بينكني (بالإنجليزية: Pinckney, New York)‏ هي بلدة أمريكية تقع في الولايات المتحدة في مقاطعة لويس، نيويورك. يقدر عدد سكانها بـ 329 نسمة ومساحتها 106.5 كم2 وترتفع عن سطح البحر 451 متر.